# Серов (Воронежская область)
Серов — хутор в Бобровском районе Воронежской области.
Входит в состав Шестаковского сельского поселения.

## Население
| 2000 | 2005 | 2010 |
| ---- | ---- | ---- |
| 25   | ↘14  | ↘1   |